# Niels Kuntze

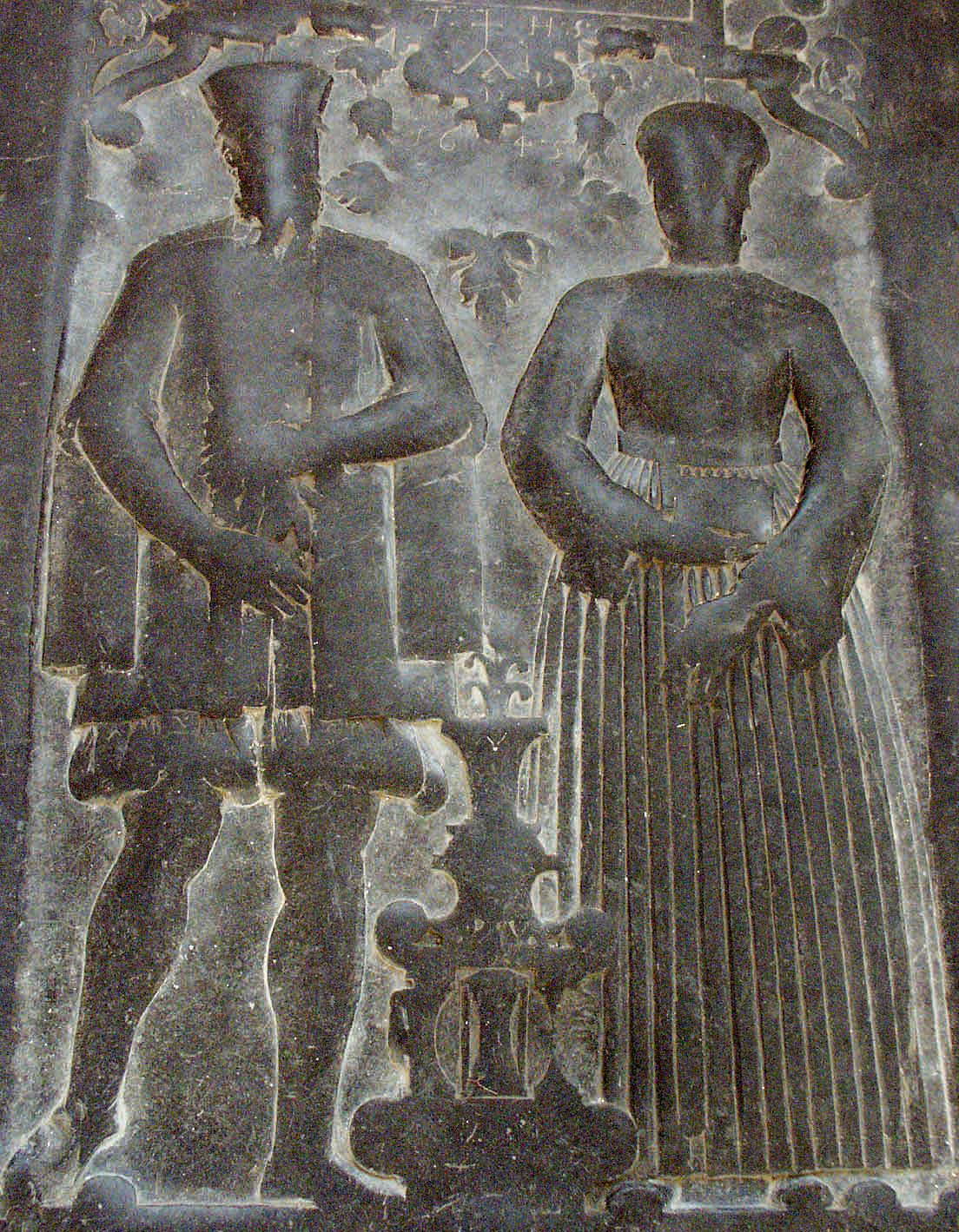
Niels Kuntzes och hustrun Anne Jepsdatters gravsten i Malmö S:t Petri kyrka.

Niels Kuntze omnämns första gången år 1535. Han tillhörde då den danska adelshär som under ledning av den tidigare danske kungen Frederik I:s son Kristian, senare Kristian III, belägrade Malmö. Malmö under borgmästaren Jörgen Kocks ledning hade tillsammans med Köpenhamn år 1534 startat ett inbördeskrig i Danmark, den så kallade "Grevefejden", i syfte att återinsätta den fångne, tidigare kungen Kristian II.
Under belägringen ska, enligt den danske 1500-talshistorikern Hvitfeld, Niels Kuntze inför hela hären av befälhavaren Tyge Krabbe ha blivit slagen till riddare för tapperhet i fält. Då Niels endast en kort tid senare flydde under en skärmytsling återtogs riddarslaget på grund av feghet i fält. Niels förde dock under hela sin livstid sitt adliga vapen, en vit hand med en röd ros i ett blått fält. I dag kan man se det på hans gravsten i Malmö S:t Petri kyrka.
När Malmö kapitulerade år 1536 avancerade Niels i sin karriär genom att gifta sig med den rike borgmästaren Jep Nielsens dotter Anne Jepsdatter. Jep Nielsen var vid tillfället änkeman; hans hustru Lisebet hade avlidit 1534. Paret hade fem barn: Niels, Karine, Anne, Frans och Morten. Jep bodde i sin stora huvudgård som låg på den plats vid Östergatan där i dag Caroli kyrka står. Som bröllopsgåva fick paret en nybyggd tegelgård tvärs över gatan, det s.k. ”Niels Kuntzes hus”. Om gåvan skrev Niels själv:
”ty hennes fader gav mig den gård, någon tid före jag fick henne i min säng, på det att jag ville lova och tillsäga honom, att jag ville bo där i staden hos honom.”
När svärfadern Jep Nielsen dog 1538 förlorade Niels sin maktposition. I Malmö verkar det fortfarande ha funnits en stark maktposition som var den fångne kung Kristian II trogen. Jörgen Kock verkar sålunda ha fortsatt sina dolda intriger mot den nye kungen Kristian III. Den lutherske reformatorn Claus Mortensen hade tack vare Jörgen Kocks vänskap lyckats införa reformationen i staden. Han inledde nu en process mot Niels och hans hustru Anne. Paret hade inte fått några barn vilket togs till intäkt på att allt inte stod rätt till. Kanske misstänkte man maken för homosexualitet. Niels fängslades men lyckades hösten 1538 att fly. Efter att ha vädjat till kungen återvände han som ny rådman i Malmö redan i början av 1539. Claus Mortensen avsattes snart från sin post som kyrkoherde i Malmö S:t Petri.
Niels Kuntze blev borgmästare i Malmö år 1546 efter den avlidne Mats Schriffuer. Han dog år 1568, efterlämnande Anne men inga barn. Vid sin död var han en mycket förmögen man. Av kungen hade han fått ett flertal förläningar. Under hela sin livstid i Malmö bodde paret i det alltjämt bevarade huset i ”kulturkvarteret S:t Gertrud”.